# Gouvieux
 Gouvieux  es una población y comuna francesa, en la región de Picardía, departamento de Oise, en el distrito de Senlis y cantón de Chantilly.

## Demografía
| 4345 | 4751 | 7088 | 9174 | 9756 | 9406 |
| Para los censos de 1962 a 1999 la población legal corresponde a la población sin duplicidades (Fuente: INSEE [Consultar]) |      |      |      |      |      |